# 이노우에 마사루
이노우에 마사루(井上勝, 1843년 8월 25일 - 1910년 8월 2일)는 에도 막부 말기부터 메이지 시대에 걸쳐 활약한 무사(조슈 번사), 관료로, 정2위, 훈1등 자작이다. 아명은 우노하치(卯八), 통칭 야키치(弥吉)라고 불렸다. 철도 발전에 기여하여 ‘일본의 철도의 아버지’로 불린다. 조슈오걸 중 하나로 유니버시티 칼리지 런던을 졸업했다.

## 생애
1843년 덴포 14년, 조슈 번사 이노우에 가쓰유키(井上勝行)의 셋째 아들로 하기성하에서 태어났다. 아명은 우노하치(卯八)라고 불렸는데, 이것은 태어난 간지가 계묘년(癸卯年) 8월생이었기 때문이다. 아버지는 대신(大身) 200석의 번사로 어머니 구리코는 같은 조슈 번사 다사카가 출신이지만, 1845년 1월 29일에 이노우에가 1살 때 사망했다.

## 같이 보기
- 조슈오걸